# Các quốc gia đáng quan tâm đặc biệt
Các quốc gia đáng quan tâm đặc biệt (tiếng Anh: Countries of Particular Concern (CPC)) là một chỉ định bởi Bộ trưởng Bộ Ngoại giao Hoa Kỳ (được phân trách nhiệm bởi Tổng thống) về những quốc gia có vi phạm đặc biệt nghiêm trọng về tự do tôn giáo theo Đạo Luật Tự Do Tôn Giáo Quốc tế (IRFA) năm 1998 (HR 2431) và sửa đổi năm 1999 (Public Law 106-55). Thuật ngữ "đặc biệt vi phạm nghiêm trọng về tự do tôn giáo" có nghĩa là có hệ thống, liên tục, vi phạm trắng trợn quyền tự do tôn giáo, bao gồm các vi phạm như:
a) Tra tấn hoặc đối xử tàn ác, vô nhân đạo hay đối xử hạ đẳng hay trừng phạt;
b) Kéo dài thời gian bị giam giữ mà không cần khởi tố;
c) Gây ra sự mất tích bằng cách bắt cóc hoặc giam giữ những người này một cách bí mật; hoặc
d) Phủ nhận trắng trợn quyền sống, tự do, hoặc sự an toàn của người. Các quốc gia bị chỉ định như vậy sẽ bị Hoa Kỳ đưa ra các biện pháp đối phó, bao gồm biện pháp trừng phạt kinh tế.
Ra các khuyến nghị tới nước, họ tin rằng nên được chỉ định là các nước cần quan tâm đặc biệt đối vì những vi phạm tự do tôn giáo của họ là Ủy ban Hoa Kỳ về Tự do Tôn giáo Quốc tế, một cơ quan riêng biệt được tạo ra bởi IRFA (cùng với Văn phòng về Tự do Tôn giáo Quốc tế của Bộ Ngoại giao Mỹ) để giám sát tình trạng tự do tôn giáo trên thế giới. Cả hai đơn vị cung cấp các khuyến nghị chính sách cho tổng thống, bộ trưởng Bộ Ngoại giao và Quốc hội Mỹ. Các khuyến nghị của nó không phải lúc nào cũng được Bộ trưởng Ngoại giao làm theo.

## Ủy ban Tự Do Tôn Giáo Quốc tế
Ủy ban Tự Do Tôn Giáo Quốc tế (USCIRF) là một ủy ban của chính phủ liên bang Hoa Kỳ độc lập, lưỡng đảng được thành lập theo Đạo Luật Tự Do Tôn Giáo Quốc tế (IRFA) giám sát quyền phổ quát về tự do tôn giáo và tín ngưỡng ở ngoại quốc. USCIRF sử dụng các tiêu chuẩn quốc tế để giám sát các vi phạm tự do tôn giáo và tín ngưỡng ở ngoại quốc và đưa ra các khuyến nghị về chính sách cho tổng thống, ngoại trưởng, và Quốc hội. USCIRF là một tổ chức độc lập riêng biệt và khác với Bộ Ngoại giao. Phúc Trình Thường Niên phản ánh kết quả công việc một năm của những nhân viên trong ủy ban và đội ngũ chuyên nghiệp trong việc ghi nhận các vi phạm trên thực tế và đưa ra các khuyến nghị cho chính phủ Hoa Kỳ.

## Danh sách CPC

### Danh sách quốc gia đáng quan tâm đặc biệt
Các quốc gia đáng quan tâm đặc biệt gần đây nhất được Bộ trưởng Ngoại giao Hoa Kỳ công bố vào ngày 29 tháng 12 năm 2023:
- Miến Điện
- Trung Quốc
- Eritrea
- Iran
- Cộng hòa Dân chủ Nhân dân Triều Tiên
- Nicaragua
- Pakistan
- Nga
- Ả Rập Saudi
- Tajikistan
- Turkmenistan

### Danh sách giám sát đặc biệt[2]
- Algérie
- Azerbaijan
- Cộng hòa Trung Phi
- Comoros